# Homola orientalis
Homola orientalis är en kräftdjursart som beskrevs av Henderson 1888. Homola orientalis ingår i släktet Homola och familjen Homolidae. Inga underarter finns listade i Catalogue of Life.